# Red Walters
Pour les articles homonymes, voir Walters.
Red Walters, né le 19 janvier 1999 à Londres en Angleterre, est un coureur cycliste grenadien, qui possède également la nationalité britannique,. 

## Palmarès et résultats

### Par année
- 2019
  - Andover Cycling Festival Criterium
- 2020
  - 3e épreuve de la Volta a la Marina
- 2021
  -  Champion de la Caraïbe sur route espoirs
  - 3e du Trophée Noret
  -  Médaillé de bronze du championnat de la Caraïbe sur route
- 2022
  -  Champion de Grenade sur route
  -  Champion de Grenade du contre-la-montre
  -  Médaillé d'argent du championnat de la Caraïbe du contre-la-montre
- 2023
  -  Champion de Grenade sur route
  -  Champion de Grenade du contre-la-montre
  - 5e étape du Tour de Bulgarie
  -  Médaillé de bronze du championnat de la Caraïbe sur route
- 2024
  -  Champion de Grenade sur route
  -  Champion de Grenade du contre-la-montre
  -  Médaillé d'argent du championnat panaméricain sur route
- 2025
  -  Champion de Grenade sur route
  -  Champion de Grenade du contre-la-montre

### Classements mondiaux
| Année                                 | 2021  | 2022 | 2023 | 2024 |
| ------------------------------------- | ----- | ---- | ---- | ---- |
| Classement mondial                    | 1319e | 712e | 515e | 319e |
| UCI America Tour                      | 203e  | 63e  | 49e  | 41e  |
|                                       |       |      |      |      |
| Légende : nc = non classéSource : UCI |       |      |      |      |